# Rioxa Média

Rioxa Média, de verde.

A Rioxa Média é a região central da comunidade autónoma da Rioxa (Espanha).
Ela comprende os municipios situados nos percursos dos rios Iregua, Leza e Jubera, compreendendo as comarcas de Logronho e Cameros. Estes territórios limitam-se ao norte com a margem direita do rio Ebro, a leste pela Serra da Hez, onde começa a Rioxa Baixa, pelo sul com a Serra do Hayedo de Santiago e Serra de Cebollera, onde começa a província de Sória e pelo Oeste com a Serra de Moncalvillo Serra de Camero Nuevo, onde começa a Rioxa Alta.

## Municipios

### Valle

#### Comarca de Logronho
1. Agoncillo (Recajo, San Martín de Berberana)
2. Albelda de Iregua
3. Alberite
4. Alcanadre
5. Arrúbal
6. Ausejo
7. Cenicero
8. Clavijo (La Unión de los Tres Ejércitos)
9. Corera
10. Daroca de Rioja
11. El Redal
12. Entrena
13. Fuenmayor (Barrio de la Estación)
14. Galilea
15. Hornos de Moncalvillo
16. Lagunilla del Jubera (Ventas Blancas, Villanueva de San Prudencio, Zenzano)
17. Lardero
18. Logroño (El cortijo, La Estrella, Vareia, Yagüe)
19. Medrano
20. Murillo de Río Leza
21. Nalda (Islallana)
22. Navarrete
23. Ocón (Aldealobos, Las Ruedas de Ocón, Los Molinos de Ocón, Oteruelo, Pipaona, Santa Lucía)
24. Ribafrecha
25. Robres del Castillo (Behesillas, Buzarra, Oliván, Valtrujal, San Vicente de Robres)
26. Santa Engracia del Jubera (Bucesta, El Collado, Jubera, Reinares, San Bartolomé, San Martín, Santa Cecilia, Santa Marina)
27. Sojuela
28. Sorzano
29. Sotés
30. Torremontalbo (Somalo)
31. Ventosa
32. Villamediana de Iregua (Puente Madre)

### Serra

#### Comarca de Cameros
1. Ajamil (Larriba, Torremuña)
2. Almarza de Cameros (Ribavellosa)
3. Cabezón de Cameros
4. El Rasillo de Cameros
5. Gallinero de Cameros
6. Hornillos de Cameros
7. Jalón de Cameros
8. Laguna de Cameros
9. Leza de Río Leza
10. Lumbreras (El Horcajo, San Andrés, Venta de Piqueras)
11. Muro en Cameros
12. Nestares
13. Nieva de Cameros (Montemediano)
14. Ortigosa de Cameros (Peñaloscintos)
15. Pinillos
16. Pradillo
17. Rabanera
18. San Román de Cameros (Avellaneda, Montalvo en Cameros, Santa María en Cameros, Vadillos, Valdeosera, Velilla)
19. Soto en Cameros (Luezas, Treguajantes, Trevijano)
20. Terroba
21. Torre en Cameros
22. Torrecilla en Cameros
23. Viguera (Castañares de las Cuevas, El Puente, Panzares)
24. Villanueva de Cameros (Aldeanueva De Cameros)
25. Villoslada de Cameros